# الانتخابات العامة الكوبية 1905
الانتخابات العامة الكوبية 1905 هي الانتخابات الرئاسية التي جرت في 1 ديسمبر 1905، لانتخاب رئيس كوبا، فاز بالانتخابات توماس إسترادا بالما.